# Placentin
 (novembre 2008).
Si vous disposez d'ouvrages ou d'articles de référence ou si vous connaissez des sites web de qualité traitant du thème abordé ici, merci de compléter l'article en donnant les références utiles à sa vérifiabilité et en les liant à la section « Notes et références ».

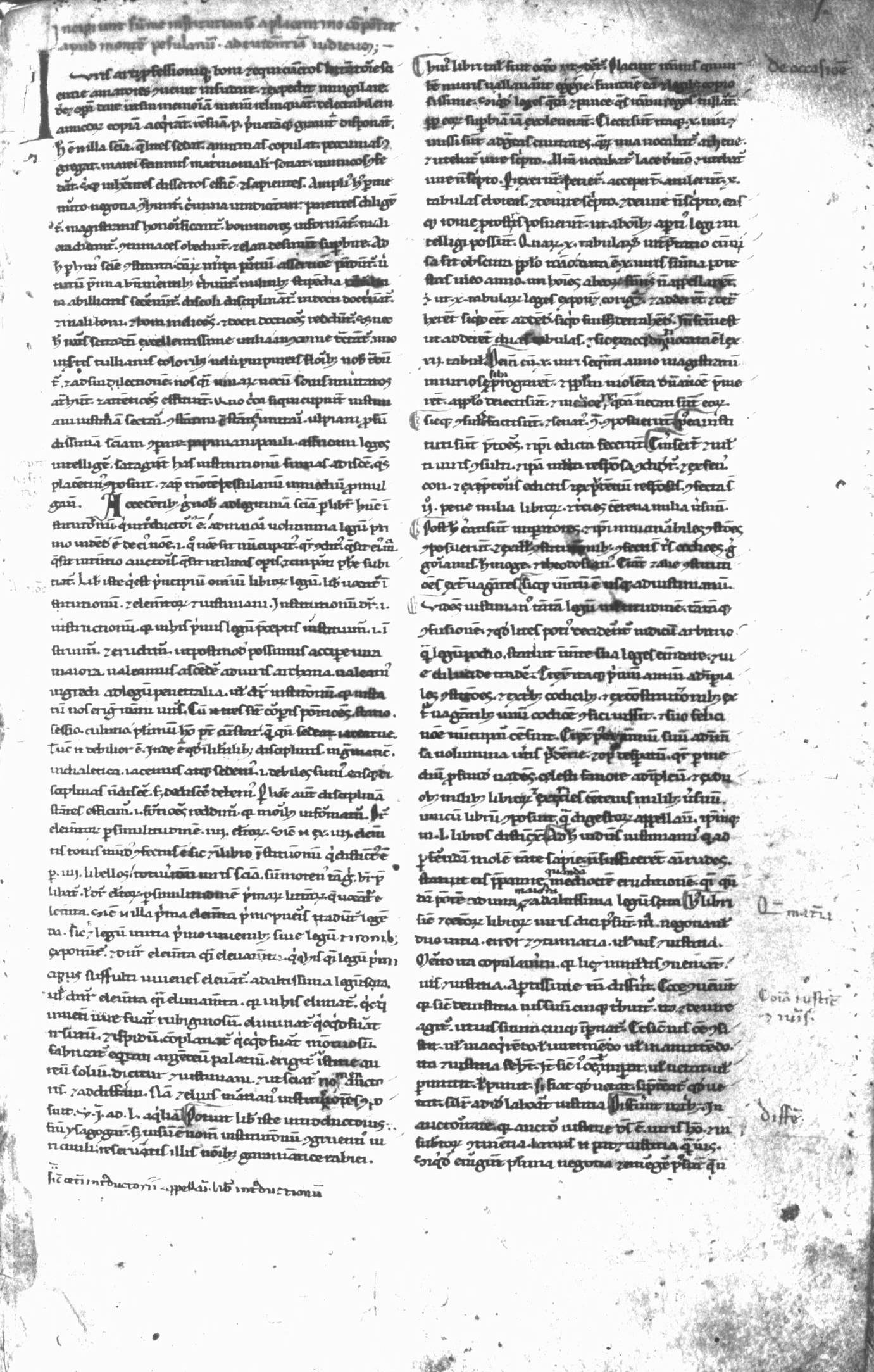
Manuscrit écrit en latin par Placentin

Placentin (en latin : Petrus Placentinus, « Pierre de Plaisance », en italien Pietro Piacentino) est un juriste italien du XIIe siècle, né à Plaisance vers 1130/35, étudiant d'abord à Mantoue, puis à Bologne à partir de 1158 environ, professeur de droit à Bologne entre 1165 et 1170, parti pour Montpellier à la suite d'un conflit entre collègues bolonais, revenu à Bologne de 1183 à 1189, puis reparti définitivement à Montpellier, mort sans doute le 12 février 1192. Il fut l'un des brillants héritiers des « quatre docteurs » de l'école de Bologne (glossateurs), notamment de Martinus Gosia, et fonda la première école de droit romain dans le sud de la France, à Montpellier.
Il a laissé plusieurs summæ : la Summa Mantuana (ou De varietate actionum ; éd. à Mayence en 1530), œuvre de jeunesse, la Summa Institutionum, la Summa Codicis (éd. à Lyon en 1536), la Summa trium librorum Codicis. Sinon, on a de lui des Additiones au commentaire de Bulgarus sur le titre De regulis juris, des Distinctiones où se manifeste la subtilité de son analyse des textes, et un ensemble de gloses sur le Corpus iuris civilis.
Son Sermo de Legibus, une critique virulente de la glose traditionnelle, rédigée en vers, est considéré comme un sommet d'éloquence poétique et polémique.

## Éditions récentes
- Hermann Kantorowitz (éd.), The Poetical Sermon of a mediaeval jurist : Placentinus and his "Sermo de legibus", Bruges, Saint Catherine Press, 1938.
- Francesco Calasso (éd.), Placentini Summa Codicis, Turin, Bottega d'Erasmo, 1962.
- Ludwig Wahrmund (éd.), Die Summa "De actionum varietatibus" des Placentinus, Aalen, 1962.
- Friedrich Wilhelm Konrad Beckhaus (éd.), Bulgari Ad digestorum titulum de diversis regulis juris antiqui commentarius et Placentini Ad eum additiones sive exceptiones, Francfort-sur-le-Main, Minerva, 1967.
- Placentini Summa Institutionum, Turin, Bottega d'Erasmo, 1973.
- Mario Viora (éd.), Corpus glossatorum juris civilis I, Turin, Bottega d'Erasmo, 1978.
- John Douglas Adamson, Placentini Summa Institutionum, edition with introduction, Ottawa, 1992 (thèse).